# The King: Eternal Monarch
The King: Eternal Monarch (더 킹: 영원의 군주 Deo King: Yeongwonui Gunju‚ Der König: Ewiger Monarch) ist eine südkoreanische Fernsehserie mit Lee Min-ho, Kim Go-eun und Woo Do-hwan. Sie besteht aus 16 Episoden und wurde vom 17. April bis 12. Juni 2020 auf SBS ausgestrahlt.

## Handlung
Lee Gon ist ein moderner König des Königreichs Korea der in einem alternativen Universum lebt, welches parallel zur Republik Korea an der Stelle des Königreichs existiert. Er trifft auf Detektiv Jung Tae-eul, die er anhand eines Dienstausweises erkennt, den er während des Wendepunkts seiner Kindheit, der Ermordung seines Vaters, erhalten hat. Lee Gons Halbonkel Lee Lim, der den vorherigen König Lee Ho ermordet hat, versteckt sich und versammelt Anhänger, während er zwischen den beiden parallelen Welten hin und her wandert.

## Besetzung
- Lee Min-ho als Lee Gon
- Kim Go-eun als Jung Tae-eul / Luna
- Woo Do-hwan als Jo Eun-seob / Jo-Yeong
- Kim Kyung-nam als Kang Shin-jae / Kang Hyeon-min
- Jung Eun-chae als Goo Seo-ryung / Goo Eun-a
- Lee Jung-jin als Lee Lim

## Einschaltquoten
| Folge | Teil | Ausstrahlungsdatum | Einschaltquote | Einschaltquote | Einschaltquote | Einschaltquote |
| Folge | Teil | Ausstrahlungsdatum | AGB Nielsen    | AGB Nielsen    | TNmS           | TNmS           |
| Folge | Teil | Ausstrahlungsdatum | landesweit     | Seoul          | landesweit     |                |
| ----- | ---- | ------------------ | -------------- | -------------- | -------------- | -------------- |
| 1     | 1    | 17. April 2020     | 10,1 %         | 11,4 %         | 9,2 %          |                |
| 1     | 2    | 17. April 2020     | 11,4 %         | 12,9 %         | 9,9 %          |                |
| 2     | 1    | 18. April 2020     | 8,4 %          | 9,7 %          | 6,8 %          |                |
| 2     | 2    | 18. April 2020     | 11,6 %         | 12,9 %         | 9,3 %          |                |
| 3     | 1    | 24. April 2020     | 7,8 %          | 8,2 %          | 8,1 %          |                |
| 3     | 2    | 24. April 2020     | 9,0 %          | 9,4 %          | 8,9 %          |                |
| 4     | 1    | 25. April 2020     | 8,0 %          | 8,8 %          | 7,3 %          |                |
| 4     | 2    | 25. April 2020     | 9,7 %          | 10,1 %         | 9,5 %          |                |
| 5     | 1    | 1. Mai 2020        | 7,6 %          | 8,2 %          | 6,2 %          |                |
| 5     | 2    | 1. Mai 2020        | 8,6 %          | 9,3 %          | 8,0 %          |                |
| 6     | 1    | 2. Mai 2020        | 7,4 %          | 7,9 %          | 6,4 %          |                |
| 6     | 2    | 2. Mai 2020        | 10,3 %         | 10,5 %         | 8,5 %          |                |
| 7     | 1    | 8. Mai 2020        | 7,0 %          | 7,3 %          | 6,4 %          |                |
| 7     | 2    | 8. Mai 2020        | 8,1 %          | 8,7 %          | 6,9 %          |                |
| 8     | 1    | 9. Mai 2020        | 6,1 %          | 6,8 %          |                |                |
| 8     | 2    | 9. Mai 2020        | 8,1 %          | 8,5 %          |                |                |
| 9     | 1    | 15. Mai 2020       | 5,8 %          | 6,3 %          |                |                |
| 9     | 2    | 15. Mai 2020       | 6,3 %          | 7,0 %          | 5,8 %          |                |
| 10    | 1    | 16. Mai 2020       | 6,4 %          | 7,3 %          |                |                |
| 10    | 2    | 16. Mai 2020       | 7,8 %          | 8,7 %          |                |                |
| 11    | 1    | 22. Mai 2020       | 5,2 %          | 5,6 %          |                |                |
| 11    | 2    | 22. Mai 2020       | 6,6 %          | 6,8 %          | 6,6 %          |                |
| 12    | 1    | 23. Mai 2020       | 6,1 %          | 6,6 %          |                |                |
| 12    | 2    | 23. Mai 2020       | 8,1 %          | 8,5 %          | 8,6 %          |                |
| 13    | 1    | 30. Mai 2020       | 5,6 %          |                |                |                |
| 13    | 2    | 30. Mai 2020       | 7,7 %          | 8,2 %          |                |                |
| 14    | 1    | 5. Juni 2020       |                |                |                |                |
| 14    | 2    | 5. Juni 2020       |                |                |                |                |
| 15    | 1    | 6. Juni 2020       |                |                |                |                |
| 15    | 2    | 6. Juni 2020       |                |                |                |                |
| 16    | 1    | 12. Juni 2020      |                |                |                |                |
| 16    | 2    | 12. Juni 2020      |                |                |                |                |